# Chloromyxum osmanovi
Chloromyxum osmanovi is een microscopische parasiet uit de familie Chloromyxidae. Chloromyxum osmanovi werd in 1983 beschreven door Karataev. 